# Peter Price
Peter Price var af en engelsk kunstberiderfamilie. Han kom til Norden i slutningen af det 18. århundrede med sit selskab og gav den første cirkusforestilling i Norden, det skete i Stockholm i 1787. Hans bror James Price (1761-1805) kom nogle år senere til Danmark.